# Bob Downes
Bob Downes (* 22. Juli 1937 in Plymouth, England) ist ein britischer Flötist und Saxophonist des Creative Jazz und Komponist.

## Leben und Wirken
Als Musiker ist Downes Autodidakt. Er begann mit 19 Jahren auf dem Saxophon und arbeitete auch als Bluessänger; ab 1968 konzentrierte er sich auf die Flöte und spielt heute neben der Böhmflöte auch südamerikanische, chinesische und japanische Bambusflöten, einschließlich der Shakuhachi. Als Studiomusiker spielte er mit John Barry, Jimmie Nicol, Chris Andrews, Julie Driscoll, Alex Harvey und der Manfred Mann Earth Band. 1968 gründete er sein Open Music Trio, in dem er mit Barry Guy, Barre Phillips, Jeff Clyne, Harry Miller oder Glen Moore arbeitete. Daneben spielte er in Ray Russells Rock Workshop, dem London Jazz Composers Orchestra, der Mike Westbrook Band und Keith Tippett.
Seit 1974 konzentrierte er sich auf Soloauftritte als Flötist, trat aber auch mit Dichtern wie William S. Burroughs oder Allen Ginsberg auf. In den 1980er Jahren ließ er sich in Deutschland nieder. Er gründete 1978 sein Alternative Medicine Quintet und 1984 ein Flute Orchestra. Aktuell (2016) ist er mit verschiedenen Projekten vom Duo bis zum Quartett in Süddeutschland unterwegs.
Als Komponist schrieb er Ballettmusik für The Royal Ballet, The London Contemporary Dance Theatre, das Rambert Ballett, das Dance Theatre of Harlem, The Royal Canadian Ballet, die Komische Oper Berlin oder das Staatstheater Stuttgart.

## Diskographische Hinweise
- Open Music, 1970 (CD 2010)
- Deep Down Heavy, 1970
- Electric City, 1970
- Diversions (mit Barry Guy und Dennis Smith), 1972
- Episodes at 4 a.m., 1974 (CD 2007)
- Hells Angels - A Visit to the Devil (mit Big Band), 1975
- Solos, ca. 1984
- Songs For Mother Earth, 1997
- Downes and Baumeister, 1998
- The Inner Universe I, II & III, 1998
- You're Funkin' Good, 2001
- Bob Downes & the Alphorn Brothers, 2004
- Flashback, 2009
- Crossing Borders, 2009
- 5 Trios, 2010
- New York Suite, 2011
- Mixed Bags, 2012 (2 CDs)
- Requiem for Faruq Z. Bey, 2012
- Blowin' with Piano, 2015
- Blowin’ with Bass (2016, mit Barry Guy, Paul Bridge bzw. Andrew Cleyndert)
- It's A Mystery, 2017
- 3 Trios, 2017
- Let Your Mind ... Space Out - 80th Birthday Celebration, 2017
- Jazz Party, 2018
- A Blast … from the Past, 2018

## Lexigraphische Einträge
- Ian Carr, Digby Fairweather, Brian Priestley: Rough Guide Jazz. Der ultimative Führer zur Jazzmusik. 1700 Künstler und Bands von den Anfängen bis heute. Metzler, Stuttgart/Weimar 1999, ISBN 3-476-01584-X.